# Jake Wesley Rogers
Jake Wesley Rogers, född 19 december 1996 i Springfield, Missouri, är en amerikansk sångare och låtskrivare.

## Biografi
Rogers växte upp i Ozark, Missouri, där han lärde sig spela gitarr vid 6 års ålder och började spela piano och röstträning vid 12 års ålder. Rogers började uppträda i teaterproduktioner i 5:e klass och skriva låtar strax därefter. I ung ålder deltog han i formativa konserter för artister som Lady Gaga och Nelly Furtado. Rogers kom ut som homosexuell i 6:e klass, och även om hans familj stöttade kände han att han var tvungen att dölja sin orientering på grund av det kulturella klimatet i hans hemstad.
Rogers flyttade till Nashville i Tennessee vid 18 års ålder för att studera låtskrivande vid Belmont University. Under hans första år väckte Rogers liveframträdande intresse från Sony/ATV, vilket resulterade i en publiceringsaffär. Rogers tog examen 2018.

## Diskografi

### EP-skivor
| Titel     | Album                                                             |
| --------- | ----------------------------------------------------------------- |
| Evergreen | - Släppt: 16 juni 2017 - Etikett: Självutgiven                    |
| Spiritual | - Släppt: 5 april 2019 - Etikett: Självutgiven                    |
| Pluto     | - Släppt: 1 oktober 2021 - Etikett: Facet Records/Warner Records  |
| LOVE      | - Släppt: 21 oktober 2022 - Etikett: Facet Records/Warner Records |

### Singel
| Titel                   | År   | Album     |
| ----------------------- | ---- | --------- |
| "You Should Know"       | 2017 | Evergreen |
| "Jacob From the Bible"  | 2019 | Spiritual |
| "Little Queen"          | 2019 | Spiritual |
| "Middle of Love"        | 2021 | Pluto     |
| "Momentary"             | 2021 | Pluto     |
| "Weddings and Funerals" | 2021 | Pluto     |